# تيغيلينوس
اسمه الكامل غايوس اوفونيوس تيغيلينوس هو قائد الحرس البريتوري الخاص بحماية الإمبراطور نيرون، ولد في حوالي سنة 10 لعائلة من اصل متواضع في صقلية ويعتقد انه من اصل اغريقي أو هسباني، أصبح الرجل الاقوى في الامبراطورية في زمن نيرون بعد ان شارك والدته أغريبينا الصغرى في اغتيال الإمبراطور كلوديوس، كان له الفضل على نيرون في قمع الانتفاضات ضده، كما تستر على عدة جرائم لنيرون وبقي موالي له حتى سنة 68 بعد ان سأم من جنونه ليقرر موالاة الإمبراطور غالبا، القي القبض عليه لاحقا بعد ان تولى الإمبراطور أوثو الحكم ليقوم بقتل نفسه عن طريق قطع حلقة في سنة 69 ميلادية.